# Književnost u 1980.
◄◄ | ◄ | 1977. | 1978. | 1979. | 1980.  | 1981. | 1982. | 1983. | ► | ►►
Arhitektura • Astronautika • Astronomija • Biologija • Film • Fotografija • Glazba • Kazalište • Kemija • Kiparstvo • Knjige • Književnost • Kršćanstvo • Meteorologija • Medicina • Planinarstvo • Politika • Pravo • Promet • Slikarstvo • Strip • Šport • Televizija • Znanost • Zrakoplovstvo • Željeznički promet
Književnost u 1980.

## Svijet

### Nagrade i priznanja
- Nobelova nagrada za književnost:

### Smrti
- 15. travnja – Jean-Paul Sartre, francuski filozof, romanopisac, esejist, dramaturg, scenarist i kritičar (* 1905.)

## Hrvatska i u Hrvata

### Smrti
- 18. prosinca – Dobriša Cesarić, hrvatski pjesnik i prevoditelj. (* 1902.)

## Vanjske poveznice
|  | Zajednički poslužitelj ima još gradiva o temi Književnost u 1980. |